# Alex & Emma
Alex & Emma er en amerikansk romantisk komediefilm fra 2003 instrueret og produceret af Rob Reiner. Filmen er løst baseret på Fjodor Dostojevskijs roman Spilleren og omstændighederne omkring dens skabelse.

## Medvirkende
- Kate Hudson .... Emma Dinsmore/Ylva/Elsa/Eldora/Anna
- Luke Wilson .... Alex Sheldon/Adam Shipley
- David Paymer .... John Shaw
- Sophie Marceau .... Polina Delacroix
- Cloris Leachman .... Bedstemoderen
- Rob Reiner .... Wirschafter
- Chino XL .... Tony/Flamencodanser 2
- Lobo Sebastian .... Bobby/Flamencodanser 1
- Jordi Caballero .... Flamencodanser 3
- Paul Willson .... Whistling John Shaw
- Alexander Wauthier .... Andre Delacroix
- Leili Kramer .... Michele Delacroix
- Rip Taylor.... Polinas far
- Gigi Bermingham .... Madame Blanche
- Jordan Lund .... Claude
- François Giroday .... Croupier
- Robert Costanzo .... Buschauffør
- Earl Carroll .... Bernard Pompier
- Michael St. Michaels .... Casinoejer
- Danica Sheridan .... Receptionist